# Polygonatum longistylum
Polygonatum longistylum är en sparrisväxtart som beskrevs av Y.Wan och C.Z.Gao. Polygonatum longistylum ingår i släktet ramsar, och familjen sparrisväxter. Inga underarter finns listade i Catalogue of Life.